# EMA 2004
Finale EME 2004 je potekal 15. februarja 2004 na Gospodarskem razstavišču v Ljubljani. Prireditev je vodila Miša Molk. Pred finalnim izborom so potekali še 4 predizbori (11., 18. in 25. januarja ter 1. februarja 2004), ki sta jih vodila Bernarda Žarn in Peter Poles.
Zmagal je duo Platin s pesmijo Stay Forever, zapeto v angleščini. Drugo mesto so zasedle Rožmarinke z instrumentalno skladbo Kliše.

## Tekmovalne skladbe
| #   | Izvajalec           | Naslov pesmi                  | Avtor glasbe                              | Avtor besedila                            | Avtor aranžmaja                           |
| --- | ------------------- | ----------------------------- | ----------------------------------------- | ----------------------------------------- | ----------------------------------------- |
| 1.  | Mojca Brecelj       | Brez mej                      | Mojca Brecelj                             | Mojca Brecelj                             | Mojca Brecelj, Marino Legovič             |
| 2.  | Aljoša Kovačič      | Sanje                         | Aljoša Kovačič                            | Milan Dekleva                             | Igor Leonardi, Krešimir Tomec             |
| 3.  | Regina              | Plave očij                    | Aleksander Kogoj                          | Feri Lainšček                             | Tomaž Kozlevčar                           |
| 4.  | Platin              | Stay Forever                  | Simon Gomilšek                            | Diana Lečnik                              | Simon Gomilšek                            |
| 5.  | Johnny Bravo        | Kar me ne ubije, me krepi     | Leon Oblak                                | Leon Oblak                                | Bor Zuljan                                |
| 6.  | Diona Dim           | If You                        | Bojan Simončič, Gašper Kačar, Ana Soklič  | Ana Soklič, Simona Franko                 | Bojan Simončič, Dalibor Sterniša          |
| 7.  | Mikola              | Pot do sreče                  | Mikola                                    | Mikola                                    | Simon Lubšina                             |
| 8.  | Tulio Furlanič      | O, ženske, ženske!            | Marino Legovič                            | Damjana Kenda Hussu                       | Marino Legovič                            |
| 9.  | Monika Pučelj       | Nič ne ustavi me              | Aleš Klinar                               | Anja Rupel                                | Franci Zabukovec, Aleš Klinar             |
| 10. | Natalija Verboten   | Cry on My Shoulder            | Matjaž Vlašič                             | Urša Vlašič                               | Aleš Čadež                                |
| 11. | Jasmina Cafnik      | Si tukaj al' te ni            | Danilo Kocjančič                          | Drago Mislej - Mef                        | Marino Legovič                            |
| 12. | Chantal Hartmann    | Here and There and Everywhere | Chantal Hartmann                          | Chantal Hartmann                          | Chantal Hartmann                          |
| 13. | Marijan Novina      | Svet se vrti nazaj            | Marijan Novina                            | Marijan Novina, Urša Mravlje Fajon        | Sašo Fajon                                |
| 14. | Yuhubanda           | Če zdaj odideš sama           | Matjaž Vlašič                             | Urša Vlašič                               | Matjaž Vlašič, Boštjan Grabnar            |
| 15. | Ana Dežman          | Ni bilo zaman                 | Patrik Greblo                             | Milan Dekleva                             | Patrik Greblo                             |
| 16. | Kalamari            | Boš prišla                    | Jože Jež                                  | Jože Jež                                  | Matjaž Švagelj                            |
| 17. | Panda feat. Trkaj   | Tvoj svet                     | Andrej Pompe                              | Suzana Jeklic, Trkaj                      | Panda                                     |
| 18. | Polona              | Kralj neba                    | Sašo Fajon                                | Drago Mislej - Mef                        | Sašo Fajon                                |
| 19. | Prava stvar         | Junak                         | Aleš Štefančič                            | Aleš Štefančič                            | Prava stvar                               |
| 20. | Number One          | Lights into My Eyes           | Roland Makovec, Franko Reja, Branko Kumar | Roland Makovec, Franko Reja, Branko Kumar | Roland Makovec, Franko Reja, Branko Kumar |
| 21. | Victory             | Kako naj vem                  | Martin Štibernik                          | Karmen Stavec                             | Martin Štibernik                          |
| 22. | Alya                | Fluid                         | Bor Zuljan                                | Cvetka Omladič                            | Žare Pak                                  |
| 23. | Kristina Oberžan    | Mavrica                       | Milan Ferlež, Aldorica Bronson            | Milan Krapež                              | Milan Ferlež, Ivo Špacapan                |
| 24. | Damijana Godnič     | Moja moč                      | Igor Potočnik                             | Jurko Starc                               | Igor Potočnik                             |
| 25. | November            | No Reason to Cry              | Grega Samar                               | Maja Osrajnik-Mithans                     | Grega Samar                               |
| 26. | Rebeka Dremelj      | Ne boš se igral               | Frenk Nova                                | Rebeka Dremelj                            | Frenk Nova                                |
| 27. | Ylenia Zobec        | Tvoj glas                     | Marino Legovič                            | Damjana Kenda Hussu                       | Marino Legovič                            |
| 28. | Maja Slatinšek      | Slovo brez mej                | Raay                                      | Mojca Seliškar, Maja Slatinšek            | Raay                                      |
| 29. | Rožmarinke          | Kliše                         | Boris Benko                               | /                                         | Boris Benko, Primož Hladnik               |
| 30. | Pop Design          | In ti greš                    | Zvone Hranjec                             | Tone Košmrlj                              | Zvone Hranjec                             |
| 31. | Žana & RnB Wannabes | Požar                         | Raay                                      | Ropo & Hellga                             | Raay                                      |
| 32. | Katrinas            | Živa                          | Rok Golob                                 | Štefan Miljevič, Katrinas                 | Rok Golob                                 |

Izbrane so bile tudi 4 rezervne skladbe, ki pa se na samo Emo niso uvrstile:
| #  | Izvajalec      | Naslov pesmi     | Avtor glasbe                   | Avtor besedila     | Avtor aranžmaja                          |
| -- | -------------- | ---------------- | ------------------------------ | ------------------ | ---------------------------------------- |
| 1. | Rok Kosmač     | Ko pride čas     | Rok Kosmač                     | Rok Kosmač         | Aleš Zibelnik                            |
| 2. | Mili           | To je moja stvar | Tomi Valenko                   | Tomi Valenko       | Tomi Valenko                             |
| 3. | Juhej & Adamsi | V kaj verjameš   | Miro Sešek                     | Miro Sešek         | Miro Sešek, Dejan Mesec, Marjan Gradišar |
| 4. | Nataša Artiček | Mala sonca       | Bojan Simončič, Nataša Artiček | Ingrid Peinkircher | Bojan Simončič                           |

1. ↑  Prijavitelj je skladbo pozneje umaknil s tekmovanja.

## Predizbori
Vseh 32 pesmi je najprej nastopilo v enem izmed štirih predizborov. Iz vsakega predizbora so se v finalni izbor uvrstile štiri pesmi: tri so izbrali gledalci preko telefonskega glasovanja, eno pa strokovna žirija.

### I. predizbor
Prvi predizbor je potekal v nedeljo, 11. januarja 2004. 
| #  | Naslov pesmi              | Izvajalec      | Št. glasov | Uvrstitev | Finalisti           |
| -- | ------------------------- | -------------- | ---------- | --------- | ------------------- |
| 1. | Brez mej                  | Mojca Brecelj  | 924        | 8.        |                     |
| 2. | Sanje                     | Aljoša Kovačič | 941        | 7.        |                     |
| 3. | Plave očij                | Regina         | 3315       | 2.        | Po izboru gledalcev |
| 4. | Stay Forever              | Platin         | 6824       | 1.        | Po izboru gledalcev |
| 5. | Kar me ne ubije, me krepi | Johnny Bravo   | 1689       | 6.        |                     |
| 6. | If You                    | Diona Dim      | 3198       | 3.        | Po izboru gledalcev |
| 7. | Pot do sreče              | Mikola         | 1888       | 5.        |                     |
| 8. | O, ženske, ženske!        | Tulio Furlanič | 2654       | 4.        | Po izboru žirije    |

### II. predizbor
Drugi predizbor je potekal v nedeljo, 18. januarja 2004.
| #  | Naslov pesmi                  | Izvajalec         | Št. glasov | Uvrstitev | Finalisti           |
| -- | ----------------------------- | ----------------- | ---------- | --------- | ------------------- |
| 1. | Nič ne ustavi me              | Monika Pučelj     | 2953       | 2.        | Po izboru gledalcev |
| 2. | Cry on My Shoulder            | Natalija Verboten | 11694      | 1.        | Po izboru gledalcev |
| 3. | Si tukaj al' te ni            | Jasmina Cafnik    | 588        | 8.        |                     |
| 4. | Here and There and Everywhere | Chantal Hartmann  | 1655       | 4.        |                     |
| 5. | Svet se vrti nazaj            | Marijan Novina    | 1206       | 7.        | Po izboru žirije    |
| 6. | Če zdaj odideš sama           | Yuhubanda         | 2478       | 3.        | Po izboru gledalcev |
| 7. | Ni bilo zaman                 | Ana Dežman        | 1386       | 6.        |                     |
| 8. | Boš prišla                    | Kalamari          | 1649       | 5.        |                     |

### III. predizbor
Tretji predizbor je potekal v nedeljo, 25. januarja 2004.
| #  | Naslov pesmi        | Izvajalec         | Točke | Uvrstitev | Finalisti           |
| -- | ------------------- | ----------------- | ----- | --------- | ------------------- |
| 1. | Tvoj svet           | Panda feat. Trkaj | 1633  | 6.        |                     |
| 2. | Kralj neba          | Polona            | 2580  | 3.        | Po izboru gledalcev |
| 3. | Junak               | Prava stvar       | 1779  | 5.        | Po izboru žirije    |
| 4. | Lights into My Eyes | Number One        | 1049  | 7.        |                     |
| 5. | Kako naj vem        | Victory           | 1027  | 8.        |                     |
| 6. | Fluid               | Alya              | 3091  | 2.        | Po izboru gledalcev |
| 7. | Mavrica             | Kristina Oberžan  | 1904  | 4.        |                     |
| 8. | Moja moč            | Damijana Godnič   | 3217  | 1.        | Po izboru gledalcev |

### IV. predizbor
Četrti predizbor je potekal v nedeljo, 1. februarja 2004.
| #  | Naslov pesmi     | Izvajalec           | Št. glasov | Uvrstitev | Finalisti           |
| -- | ---------------- | ------------------- | ---------- | --------- | ------------------- |
| 1. | No Reason to Cry | November            | 1345       | 5.        |                     |
| 2. | Ne boš se igral  | Rebeka Dremelj      | 4244       | 1.        | Po izboru gledalcev |
| 3. | Tvoj glas        | Ylenia Zobec        | 1493       | 4.        | Po izboru žirije    |
| 4. | Slovo brez mej   | Maja Slatinšek      | 3962       | 2.        | Po izboru gledalcev |
| 5. | Kliše            | Rožmarinke          | 2264       | 3.        | Po izboru gledalcev |
| 6. | In ti greš       | Pop Design          | 1097       | 8.        |                     |
| 7. | Požar            | Žana & RnB Wannabes | 1322       | 6.        |                     |
| 8. | Živa             | Katrinas            | 1195       | 7.        |                     |

## Finalni izbor
Finalni izbor je potekal v nedeljo, 15. februarja 2004, na ljubljanskem Gospodarskem razstavišču. Povezovali so ga Miša Molk, Bernarda Žarn in Peter Poles. Kot gostje so nastopili pretekli slovenski predstavniki na Pesmi Evrovizije, vključno z zmagovalko Eme 2003 Karmen Stavec, ki je zapela rockovsko različico skladbe Lep poletni dan.
Glasovanje je potekalo v dveh krogih. V prvem krogu so svoj glas oddali gledalci in poslušalci preko telefonskega glasovanja (50 %) in mednarodna strokovna žirija (50 %). V superfinale so se uvrstile tiste 3 pesmi, ki so v skupnem seštevku zbrale največ točk. V drugem krogu glasovanja pa je o zmagovalcu odločalo le telefonsko glasovanje.
| #   | Izvajalec         | Naslov pesmi        | Žirija | Televoting | Televoting | Skupaj | Uvrstitev |
| #   | Izvajalec         | Naslov pesmi        | Žirija | Št. glasov | Točke      | Skupaj | Uvrstitev |
| --- | ----------------- | ------------------- | ------ | ---------- | ---------- | ------ | --------- |
| 1.  | Yuhubanda         | Če zdaj odideš sama |        | 2557       | 4          | 4      | 11.       |
| 2.  | Rebeka Dremelj    | Ne boš se igral     |        | 3698       | 5          | 5      | 10.       |
| 3.  | Polona            | Kralj neba          | 3      | 2220       |            | 3      | 12.       |
| 4.  | Natalija Verboten | Cry on My Shoulder  |        | 17754      | 12         | 12     | 4.        |
| 5.  | Monika Pučelj     | Nič ne ustavi me    | 8      | 2506       | 3          | 11     | 5.        |
| 6.  | Alya              | Fluid               | 4      | 4436       | 8          | 12     | 3.        |
| 7.  | Ylenia Zobec      | Tvoj glas           | 7      | 1437       |            | 7      | 7.        |
| 8.  | Prava stvar       | Junak               |        | 1292       |            | 0      | 14.       |
| 9.  | Rožmarinke        | Kliše               | 12     | 4080       | 6          | 18     | 2.        |
| 10. | Regina            | Plave očij          | 1      | 2446       | 2          | 3      | 12.       |
| 11. | Tulio Furlanič    | O, ženske, ženske!  | 6      | 1556       |            | 6      | 8.        |
| 12. | Diona Dim         | If You              | 5      | 2238       | 1          | 6      | 8.        |
| 13. | Maja Slatinšek    | Slovo brez mej      | 2      | 4263       | 7          | 9      | 6.        |
| 14. | Platin            | Stay Forever        | 10     | 11046      | 10         | 20     | 1.        |
| 15. | Marijan Novina    | Svet se vrti nazaj  |        | 1595       |            | 0      | 14.       |
| 16. | Damijana Godnič   | Moja moč            |        | 1512       |            | 0      | 14.       |

### Superfinale
| Naslov pesmi | Št. glasov | Uvrstitev |
| ------------ | ---------- | --------- |
| Fluid        | 19048      | 3.        |
| Kliše        | 21805      | 2.        |
| Stay Forever | 31279      | 1.        |

### Mednarodna strokovna žirija
- Lara Baruca (pevka, ki je na Emi 1999 s pesmijo Ti si se bal zasedla 5. mesto)
- Drago Ivanuša (skladatelj, harmonikar in pianist)
- Daniela Tami (urednica projekta Pesem Evrovizije na švicarski TV)
- Karolina (pevka, ki je svojo državo zastopala na Pesmi Evrovizije leta 2002 in 2007)
- Manuel Ortega (pevec, ki je svojo državo zastopal na Pesmi Evrovizije leta 2002)